# Luis Fernando Alvés
Luis Fernando Alvés (Madrid, 2 de abril de 1960) es un actor español.

## Biografía
Formado en el ámbito teatral, saltó sin embargo a la fama al ser elegido para protagonizar la serie de TVE El mundo de Juan Lobón (1989), junto a Maribel Verdú. Dos años después, se estrenaba como presentador, de nuevo con Verdú en el programa sobre cine Primer plano, en Canal + y en el que permaneció unos meses.
Durante la primera mitad de los años noventa prueba también suerte en la gran pantalla, con éxito desigual. De sus experiencias cinematográficas pueden destacarse títulos como El laberinto griego (1993), de Rafael Alcázar, Rosa rosae, de Fernando Colomo, Malena es un nombre de tango (1996), de Gerardo Herrero o El amor perjudica seriamente la salud (1997), de Manuel Gómez Pereira.
En cualquier caso, ha sido la televisión el medio en el que con mayor profusión se ha prodigado, bien en labores de presentador Amor a primera vista (1992), en Telemadrid, o Una de tres (1994) y La noche de los castillos (1995), en TVE o bien como actor: El mundo de Juan Lobón (1989), Todos los hombres sois iguales (1996-1998), Jacinto Durante, representante (2000), Paraíso (2000-2003), que protagonizó, Ellas y el sexo débil (2006) o Maitena: Estados alterados (2008) y Hospital Central (2008).
En teatro, ha intervenido, entre otros en los montajes de Los buenos días perdidos (1991), A media luz los tres (2001), de Miguel Mihura, con Esperanza Roy, Ana en el trópico (2005), con Lolita Flores, La señorita de Trevélez (2007), con Ana Marzoa, Felices Treinta (2009), Testigo de cargo (2012) de Agatha Christie o La asamblea de las mujeres (2015), de Aristófanes.

## Filmografía

### Series de televisión
| Año         | Serie                          | Canal     | Personaje                  | Notas         |
| ----------- | ------------------------------ | --------- | -------------------------- | ------------- |
| 1989        | El mundo de Juan Lobón         | La 1      | Juan Lobón                 | 5 episodios   |
| 1989        | Primera función                | La 1      |                            | 1 episodio    |
| 1989        | Brigada Central                | La 1      | Germinal                   | 1 episodio    |
| 1992        | Curvas peligrosas              | Antena 3  | Gerald                     | 1 episodio    |
| 1993        | Cuentos de Borges              | La 1      | Francisco Real             | 1 episodio    |
| 1993        | Los ladrones van a la oficina  | Antena 3  | Hijo del Duque             | 1 episodio    |
| 1994        | Encantada de la vida           | Antena 3  |                            | 1 episodio    |
| 1995        | Canguros                       | Antena 3  | Enrique                    | 1 episodio    |
| 1995 - 1999 | Telepasión Española            | La 1      | Varios Personajes          | 2 episodios   |
| 1996        | Oh, Espanya!                   | TV3       | Poido                      | 1 episodio    |
| 1996 - 1998 | Todos los hombres sois iguales | Telecinco | Juan Luis                  | 67 episodios  |
| 2000        | Jacinto Durante, representante | La 1      | Ricardo                    | 13 episodios  |
| 2000 - 2003 | Paraíso                        | La 1      | Raúl                       | 41 episodios  |
| 2003        | Desenlace                      | Antena 3  |                            | 1 episodio    |
| 2004        | Diez en Ibiza                  | La 1      |                            | 1 episodio    |
| 2005 - 2009 | Hospital Central               | Telecinco | Dr. Castilla / Jaime       | 6 episodios   |
| 2006        | Ellas y el sexo débil          | Antena 3  | Mario                      | 4 episodios   |
| 2006        | Los Serrano                    | Telecinco | Leonardo                   | 1 episodio    |
| 2006        | El comisario                   | Telecinco |                            | 1 episodio    |
| 2007        | Hermanos y detectives          | Telecinco |                            | 1 episodio    |
| 2008 - 2010 | Maitena: Estados alterados     | laSexta   | José Villegas              | 80 episodios  |
| 2009        | MIR                            | Telecinco |                            | 2 episodios   |
| 2011        | Sofía                          | Antena 3  | Cristóbal Martínez Bordiú  | 2 episodios   |
| 2011        | Hoy quiero confesar            | Antena 3  | Julián                     | 2 episodios   |
| 2014        | Ciega a citas                  | Cuatro    | Ángel González             | 137 episodios |
| 2015        | Sin identidad                  | Antena 3  | Ministro de Sanidad        | 6 episodios   |
| 2017        | Apaches                        | Antena 3  |                            | 1 episodio    |
| 2018        | Traición                       | La 1      | Juez Portela               | 1 episodio    |
| 2018        | Centro médico                  | La 1      |                            | 1 episodio    |
| 2019        | La otra mirada                 | La 1      | Entrenador                 | 1 episodio    |
| 2019        | Servir y proteger              | La 1      | Doctor Juan Carlos Salcedo | 8 episodios   |
| 2019        | La que se avecina              | Telecinco | Mateo "El Metralleta"      | 1 episodio    |

## Vida personal
Mantuvo una relación sentimental con la actriz Carolina Cerezuela desde 2002 hasta 2006.[cita requerida]